# 清水萌々子
清水 萌々子（しみず ももこ、1997年10月9日 ‐ ）は、日本の元子役。血液型はB型。身長152cm。
東京都出身。ホリプロ・ブッキング・エージェンシーに所属していた。

## 人物
映画『誰も知らない』では次女で末っ子の福島ゆきを演じた。この映画のキャストのプロフィールには、好きな食べ物は納豆ごはん、犬のぬいぐるみと兎のぬいぐるみが宝物、将来の夢はケーキ屋さんと記されている。

## 出演作品

### 映画
- 誰も知らない（2004年） - 福島ゆき 役
- 電車男（2005年） - 電車通学の小学生 役
- ショートムービー 奇跡は空から降ってくる（2005年） - 莉子 役
- 神の左手 悪魔の右手（2006年） - 久保田モモ 役
- エロチック乱歩 屋根裏の散歩者（2007年） - 阿久津マドカ 役
- 図鑑に載ってない虫（2007年） - 少女時代のサヨコ 役
- クローズド・ノート（2007年） - 伊吹先生のクラスの小学生 役
- 茶々 天涯の貴妃（2007年12月22日） - はつ (幼少期) 役

### テレビドラマ
- さよならの花びら（2005年1月7日、テレビ朝日）
- ナショナル劇場 こちら本池上署 第5シリーズ 第10話（2005年、TBS） - 江口麻美 役
- ウルトラマンマックス 第35話「M32星雲のアダムとイブ」（2006年、CBC） - 生田希望 役
- がきんちょ〜リターン・キッズ〜（2006年、MBS） - 坂口美羽 役
- 二夜連続ドラマスペシャル 輪違屋糸里〜女たちの新撰組〜（2007年、TBS）

### CM、スチル
- 新日本ランディック
- 柿田川野菜ミツイシ野菜工房 - スチル[3]
- セガトイズ アンパンマンミュージアム ひろびろタウン（2002年）
- SUBARU R2 誕生（2004年）
- キヤノン iVIS（アイビス）HV10『風の色篇』（2006年）
- 味の素 アジパンダ（2006年）
  - 『じゃこねぎチャーハン』
  - 『野菜たっぷり三色チャーハン』
- トンボ鉛筆 （2006年）
  - 文房具といっしょにいるひと編
  - スティックのり編